# Bailamos
Bailamos is een hit van de Spaanse zanger Enrique Iglesias. Het werd uitgebracht op het album Enrique. Tevens werd het nummer ook gebruikt als soundtrack voor de Amerikaanse film Wild Wild West.
Het liedje werd uitgebracht in 1999 en stond 16 weken in de Nederlandse Top 40, met een vierde plaats als hoogste positie. In Nieuw-Zeeland en Spanje was het een van de grootste succesvolle singles van 1999.

## NPO Radio 2 Top 2000
Bailamos stond alleen in 2007 in de NPO Radio 2 Top 2000, op plek 1318.

## Referentie
- Dit artikel of een eerdere versie ervan is een (gedeeltelijke) vertaling van het artikel Bailamos op de Engelstalige Wikipedia, dat onder de licentie Creative Commons Naamsvermelding/Gelijk delen valt. Zie de bewerkingsgeschiedenis aldaar.